# Nymphocoris maoricus
Nymphocoris maoricus är en insektsart som beskrevs av Woodward 1956. Nymphocoris maoricus ingår i släktet Nymphocoris och familjen Aenictopecheidae. Inga underarter finns listade i Catalogue of Life.